# Eustrotia sagitta
Eustrotia sagitta är en fjärilsart som beskrevs av Saalmüller 1891. Eustrotia sagitta ingår i släktet Eustrotia och familjen nattflyn. Inga underarter finns listade i Catalogue of Life.